# Hahnia tortuosa
Hahnia tortuosa là một loài nhện trong họ Hahniidae.
Loài này thuộc chi Hahnia. Hahnia tortuosa được Da-xiang Song & Joo-Pil Kim miêu tả năm 1991.